# Гір'яма
Гір'яма (агір′яма, кігір′яма, ніка, ньїка) — один з народів групи народів міджікенда у Кенії. 

## Територія проживання, чисельність і релігія
Гір'яма є найпівнічнішими з усіх народів міджікенда та найбільший чисельно — близько 0,5 млн. чол. 
Живуть гір'яма біля узбережжя Індійського океану й портового міста Малінді.
За релігією — у гір'яма поширені іслам, як наслідок впливу сусідів суахілі, частково християнство (Біблію перекладено в 1901 році) та традиційні культи.
Історично гір'яма чинили спротив християнізації. Відомий випадок, коли внаслідок зруйнування британськими колонізаторами священних дібров кайя у 1914 році повстання проти англійських місіонерів очолила жінка-воїн Мекатілілі Ва Менза (Mekatilili Wa Menza). Заколот було придушено, а очільницю вислано вглиб країни.

## Господарство, культура і суспільство
Серед традиційних занять найпопулярнішим є морська риболовля; також вирощують збіжжя. 
Про культуру і побут дивіться: Міджікенда.
Сувора соціальна структура. 